# Козленко, Николай Харитонович
Николай Харитонович Козленко (укр. Микола Харитонович Козленко; 31 декабря 1921, хутор Петровский (ныне — село Дмитровка), Вышгородский район, Киевская область, Украинская ССР, СССР — 8 марта 2005, Киев, Украина) — советский и украинский актёр театра и кино. Народный артист Украинской ССР (с 1980).

## Биография
Участник Великой Отечественной войны. Был в плену, позже вывезен на принудительные работы в Германию.
После войны в 1951 году окончил драматическую студию при Киевском украинском драматическом театре имени Ивана Франко (ныне Национальный академический драматический театр имени Ивана Франко). Ученик А. Бучмы, А. М. Ватуля, Г. П. Юры.
В 1951—1956 гг. выступал на сцене Ворошиловградского украинского музыкально-драматического театра (ныне Луганский академический украинский музыкально-драматический театр), с 1956 по 2005 год — артист Киевского театра юного зрителя.
С 1957 года снимался в кино. Актёр киевской студии им. А. Довженко.
Талантливый мастер перевоплощения; ему были присущи острое чувство народности, умение совместить мысль с глубокими эмоциями и правдиво раскрыть духовный мир героя. Филигранно разрабатывал сценический образ; с прекрасным чувством тонкого психологизма изображал искренних, преданных избранному делу людей.
Лауреат премии Украины в области театрального искусства «Киевская пектораль» (За весомый вклад в театральное искусство, 1995).
Умер 8 марта 2005 года. Похоронен на Байковом кладбище Киева.

## Избранные театральные роли
- Гайдай «Гибель эскадры» А. Корнейчука (1951, постановка Р. Ефименко)
- Аркадий («В добрый час» В. Розова)
- Платон Кречет («Платон Кречет» А. Корнейчука)
- Тарас Голота («Правда»А. Корнейчука)
- Сталин («Незабываемый 1919-й» В. Вишневского)
- Сталин (Побег" Д. Щеглова)
- Будённый («В степях Украины» А. Корнейчука)
- Карл Моор («Разбойники» Ф. Шиллера)
- Шульга «Молодая гвардия» (А. Фадеева)
- Александр («Последние» М. Горького)
- Несчасливцев («Лес» А. Островского),
- Стародум («Недоросль» Фонвизина)
- Святослав («Сначала было Слово» Ю. Лиманова),
- Брат Лоренцо («Ромео и Джульетта» В. Шекспира),
- Джон («Вино из одуванчиков» Р. Бредбери);

## Избранная фильмография
1. 1957 — Если бы камни говорили… — Сень Басараб
2. 1958 — Сашко — дядя Михайло
3. 1959 — Григорий Сковорода — Сагура
4. 1959 — Солдатка — Сергей Иванович Ильин
5. 1960 — Наследники — Иван Иванович, парторг завода
6. 1960 — Крепость на колёсах — Добрыльченко
7. 1961 — Гулящая — Лука Фёдорович Довбня, скрипач-пьяница
8. 1966 — Бурьян — нет в титрах
9. 1967 — Десятый шаг — Михаил Смирнов
10. 1967 — Планета Сперанта (телефильм)
11. 1969 — Тяжёлый колос
12. 1970 — Семья Коцюбинских — Николай Подвойский
13. 1971 — Нина — словацкий капитан
14. 1972 — Софья Грушко
15. 1973 — Как закалялась сталь — отец Сергея
16. 1976 — Аты-баты, шли солдаты… — раненый комиссар, полковник
17. 1980 — Страх (телефильм)
18. 1981 — Медвежонок — эпизод
19. 1983 — Ускорение (телефильм) — Николай Карналь
20. 1985 — Кармелюк — дед
21. 1991 — Народный Малахий — эпизод
22. 1993 — Сад Гефсиманский — Литвинов